# جينا مور
جينا مور (بالألمانية: Jenna Mohr)‏ (و. 1987  م) هي متزلجة قفز ألمانية، ولدت في كورباخ.

## روابط خارجية
- جينا مور على موقع الاتحاد الدولي للتزلج (القفز التزلجي) (الإنجليزية)